# Nordkapp
Nordkapp (samisch Davvinjárgga, deutsche Schreibweise Nordkap) ist eine norwegische Kommune in der Provinz Finnmark.

## Geographie
Die Kommune liegt zum größten Teil auf der Insel Magerøya; der kleinere Teil liegt auf dem norwegischen Festland. Magerøya ist seit 1999 durch den 6870 m langen Nordkaptunnel mit dem Festland verbunden. An einer der Nordspitzen von Magerøya liegt das Nordkap, ein steil aus dem Eismeer emporragendes Schieferplateau, das oft fälschlich als nördlichster Punkt Europas bezeichnet wird. Tatsächlich ist die drei Kilometer weiter westlich des Nordkaps gelegene Landzunge Knivskjellodden der nördlichste Punkt der Insel Magerøya und der Kommune Nordkapp. Den nördlichsten Punkt des europäischen Festlandes findet man weiter östlich mit dem Kinnarodden auf der Nordkinnhalbinsel, auf dem Kommunegebiet von Gamvik. Der erste Tourist, der das Nordkap besuchte, war im Jahre 1664 der italienische Priester Francesco Negri. Seither zieht es Reisende aus der ganzen Welt in dieses Gebiet.

## Gemeindegliederung
Der Verwaltungssitz der Kommune ist die Stadt Honningsvåg, die seit der Verleihung der Stadtrechte 1998 die nördlichste Stadt Europas ist und damit die ebenfalls in der Finnmark liegende Stadt Hammerfest ablöste. Weitere ganzjährig bewohnte Siedlungen sind Nordvågen, Kamøyvær, Skarsvåg und Gjesvær auf Magerøya sowie Kåfjord auf dem südlich anschließenden Festland. Außerdem gehört der westliche Teil der unbewohnten Sværholt-Halbinsel zur Kommune. Der ehemals größte und bedeutendste Ort Kjelvik, der früher auch das Gemeindezentrum war, ist heute unbewohnt.

## Geschichte
Die Kommune wurde im Jahr 1861 errichtet und trug zunächst den Namen Kjelvik. Wichtigster Erwerbszweig war die Fischerei, wobei insbesondere Dorsch und Seelachs von Bedeutung war. Der Seelachs war dabei insbesondere im Handel mit Russland wesentlich. Der von den Fischern der Gemeinde gefangene Fisch wurde in großen Mengen auch von süd- und nordnorwegischen Produzenten von Klippfisch aufgekauft. Mit Aufkommen von Motorbooten Anfang des 20. Jahrhunderts wurde sowohl die Fischfangzeit als auch die Fischereigebiete noch weiter ausgedehnt, was ein weiteres Wachstum der Branche zur Folge hatte. Ab 1893 wurde das Gemeindegebiet von Schiffen der Hurtigruten regelmäßig angelaufen.
Ende des 19. Anfang des 20. Jahrhunderts wurden mehrere Straßenbauprojekte durchgeführt. 1899 entstand die Straße von Vågen nach Holmen, 1902 von Honnigsvåg entlang der Vestersida und 1913 bis 1917 die Straße nach Nordmannset. 1913 nahm die in der Gemeinde gegründete Kjelvik Sparebank ihren Geschäftsbetrieb auf. Nach einer Fusion gehört sie heute zur Sparebanken Nord-Norge.
Die Bevölkerungszahl wuchs vor allem durch Zuwanderung an, zugleich ergab sich eine Zentralisierung auf die etwas größeren Orte. In den 1920er und 1930er Jahren verschlechterte sich die wirtschaftliche Situation erheblich. Zum einen gingen die Fischfänge deutlich zurück. Zugleich sanken jedoch die Weltmarktpreise erheblich. Der Pomorenhandel mit Russland endete mit der dortigen Revolution des Jahres 1917. Die Lebenssituation der Bevölkerung wurde entsprechend schlechter und war durch Arbeitslosigkeit, Armut und Schulden geprägt. Auch die Kommune war verschuldet und wurde 1934 unter öffentliche Verwaltung gestellt. Die Steuereinnahmen waren deutlich zurückgegangen, zugleich hatte die Kommune für den Bau von Abwasserleitungen in Honningsvåg und eines Wasserwerks in Elvedalen sowie für Private gebürgt. Von 589.000 Norwegischen Kronen Steuerschulden, waren nur 89.000 Kronen als eintreibbar eingeschätzt. Es folgte eine Schuldensanierung. Viele Menschen heuerten auf englischen Fischkuttern an, die regelmäßig Honningsvåg anliefen. In der Zeit vollzog sich auch der Übergang von der traditionellen Mischung eines typischen Finnmarksgewerbes aus Nutztierhaltung und Fischerei hin zum Hauptberuf Fischer. 1930 wurden in der Kommune 13 hauptberufliche Landwirte und 656 vollberufliche Fischer gezählt. Anders als in anderen Kommunen der Finnmark ging der landwirtschaftliche Sektor zurück. Die Fischereiflotte erlebte dabei eine Vereinfachung. Es wurden vermehrt kleinere Boote und uneffektivere Fangmethoden eingesetzt. Modernere Schiffe wurden jedoch insbesondere im Bereich des Nordkaps eingesetzt. Auch wurden Fischarten gefischt, die bis dahin wenig verwertet wurden, wie Heilbutt, Flunder und Schellfisch. Hinzu kamen neue Fangmethoden mit Schleppnetz und Ringwadenetz. 1935 eröffnete in Holmbukt eine erste Fabrik für Garnelen.
Von staatlicher Seite wurden Notmittel bereitgestellt, mit denen Straßenbauarbeiten erfolgten. So die allerdings nicht fertiggebaute Straße von Nordvågen nach Kjelvik. Die Kommune erhielt einen Kredit, Fischer konnten bei Investitionen eine Förderung über die staatliche Fischereibank erhalten. Hinzu kam, dass moderne Staatsschiffe an Genossenschaften übergeben und Fischereiausrüstungen zur Verfügung gestellt wurden.
Während des Zweiten Weltkriegs wurde das Gemeindegebiet von deutschen Truppen besetzt, die in Honningsvåg einen Stützpunkt errichteten. Sowohl auf Magerøya, Porsangnes, Sværholt und in Juldagsnes entstanden Batterien und Küstenartillerie. Im Bereich des heutigen Flughafens Honningsvåg Valan wurden zur Verteidigung des Strandes Minen verlegt und Stellen zur Nahkampfverteidigung angelegt. Honningsvåg wurde mehrfach Ziel britischer und sowjetischer Luftangriffe. Insgesamt starben 59 Einwohner der Gemeinde kriegsbedingt. An sie erinnert der Bautastein Honningsvåg. Die Wirtschaft war weitgehend auf die deutsche Kriegswirtschaft ausgerichtet. Viele Menschen arbeiteten im Bausektor, als Hafenarbeiter oder in der Fischerei, die einem in Hammerfest von deutscher Seite betriebenen Gefrierbetrieb zulieferte. Viele Menschen waren dabei zur Arbeit zwangsverpflichtet, dies betraf auch bisher Arbeitslose. Geld verlor zunehmend an Bedeutung, viele Güter wurden nur noch getauscht und Produktionsmittel auf Verschleiß genutzt.
Im Zuge des Rückzugs der deutschen Truppen wurde Ende 1944 mit dem Unternehmen Nordlicht fast die komplette Bebauung der Kommune zerstört und die Bevölkerung zwangsweise in südlichere Teile Norwegens verbracht. Zunächst war versucht worden eine freiwillige Evakuierung durchzuführen, der sich die Bevölkerung jedoch verweigerte. Nur etwa 100 Personen blieben versteckt in Höhlen oder Hütten auf der Insel zurück. Am 6. November 1944 wurden Skarsvåg, Sarnes, Kamøyvær, Tufjord und das damals noch zur Gemeinde Måsøy gehörende Gjesvær niedergebrannt. Es folgte am 11. November Nordvågen. Ab dem 13. November erfolgte die Zerstörung von Honningsvåg und Storbukt, die bis zum 23. Dezember andauerte. Insgesamt wurden so im Gemeindegebiet 743 Wohnhäuser, 63 Fischannahmestellen, 263 landwirtschaftliche Bauten, 13 Werkstätten und Industriegebäude, 10 Gebetshäuser, 7 Schulen, 5 Hotels und darüber hinaus Krankenhäuser, Apotheken, Altersheime, Cafés und vieles mehr vernichtet.
Der Wiederaufbau begann im Juni 1945. Das dafür verantwortliche Finnmarksamt steuerte den Aufbau zentral. Es verfolgte das Ziel einer Zentralisierung der Siedlungen, da man davon ausging, dass möglichst große Einheiten positiv für die zukünftige wirtschaftliche Entwicklung wären. Man knüpfte damit an Überlegungen an, die bereits vor der Zerstörung bestanden. Politisch getragen wurden diese Ideen von der sozialdemokratisch ausgerichteten Norwegischen Arbeiterpartei. So verschwanden kleinere Fischerorte am Meer wie Kjelvik und Sarnes, während Honningsvåg wuchs. Es wurde auf Genossenschaften und staatliche Firmenführungen gesetzt. Trawler und große Kutter ersetzten die kleinen Fischerboote. Statt der Fischannahmestellen gab es nun Fischfabriken. Auch die Beschulung der Kinder wurde zentralisiert. Dieser Kurs traf auch auf Kritik und wurde später als Fehlentwicklung kritisiert.
Waren in der ersten Nachkriegszeit die Fischfänge durch fehlendes Personal und Material noch gering, stieg im Jahr 1947 die Menge sprunghaft von 2.500 auf 11.400 Tonnen an. In der Folgezeit wurde die Kommune die größte Fischereikommune in der Finnmark mit 51.727 Tonnen im Jahr 1958.
Mit königlicher Verfügung vom 8. Juli 1949 wurde die Änderung des Namens der Kommune in Nordkapp beschlossen. Die Umbenennung erfolgte zum 1. Juli 1950.
Bis 1959 waren 1.009 Wohnhäuser fertiggestellt. Die zunächst bestehenden Rationierungen von Produkten wurden beginnend ab 1949 schrittweise aufgehoben. 1960 wurde der Wiederaufbau für beendet erklärt. Bereits im Jahr 1956 wurde die Straßenverbindung zum Nordkap hergestellt, die für die touristische Entwicklung von entscheidender Bedeutung war. Die Einwohnerzahl stieg sowohl durch Zuzug als auch durch einen Geburtenüberschuss bis 1967 deutlich an. Die Gemeinde hatte zu diesem Zeitpunkt 5.449 Einwohner. Danach genügte der zunächst auch weiterhin bestehende Geburtenüberschuss nicht mehr, die einsetzende Abwanderung auszugleichen. Insbesondere Jüngere und Frauen zogen weg.
In den 1960er Jahren wuchs die Fischerei weiter deutlich an. Insbesondere Lodde wurden dabei gefangen und verarbeitet. Verstärkt wurde der Fisch auch vor Ort verarbeitet. Die Zahl der Fischer ging trotzdem von 622 im Jahr 1950 auf 418 im Jahr 1960 bis auf 295 im Jahr 1980 zurück. Im Jahr 1976 wurde als wichtiges regelmäßiges kulturelles Ereignis das Nordkappfestival gegründet.
1977 wurden die Straßen nach Kåfjord und Gjesvær fertiggestellt. Letzteres führte letztlich zur 1984 erfolgten Angliederung Gjesværs an die Gemeinde Nordkapp.
In den 1980er Jahren geriet die Fischerei in der Gemeinde in eine ernste Krise. 1986 brach auch die Lodde-Fischerei deutlich ein. Viele Unternehmen der Branche meldeten Konkurs an oder mussten zumindest die Produktion verringern. Das Unternehmen Sifi gab die Produktion 1985 auf, Norfi schloss 1987, Finotro ging 1990 als Frionor Polar Group in Konkurs. In der Folge kam es zu steigender Arbeitslosigkeit und Abwanderung. Auch die Kommunalverwaltung hatte erhebliche Probleme ihre Aufgaben wahrzunehmen. Verschärft wurde die Lage dadurch, dass auch weitere Institutionen schlossen. So wurde die Basis der Luftwaffe mit 60 Arbeitsplätzen aufgegeben. Auch Zollamt und Arbeitsinspektion gaben ihren örtlichen Standort auf. Man bemühte sich gegenzusteuern. Die norwegische Küstenverwaltung eröffnete eine Niederlassung, es wurden Radio Nordkapp gegründet und die Nordkap Alpinanlage errichtet.

## Verkehr
Der Flughafen Honningsvåg Valan liegt in der Kommune. Die Europastraße 69 mit dem Nordkaptunnel zwischen dem Festland und der Insel Magerøya durchquert das Gemeindegebiet von Süden nach Norden.

## Wappen
Beschreibung: In Gold und Rot durch eine linke Stufe geteilt.

## Persönlichkeiten
- Håkon Kyllingmark (1915–2003), Politiker (Høyre)
- Gunnar Stålsett (* 1935), Politiker und lutherischer Bischof von Oslo
- Kristina Hansen (* 1963), Politikerin, ehemalige Bürgermeisterin